# Walter Roemer

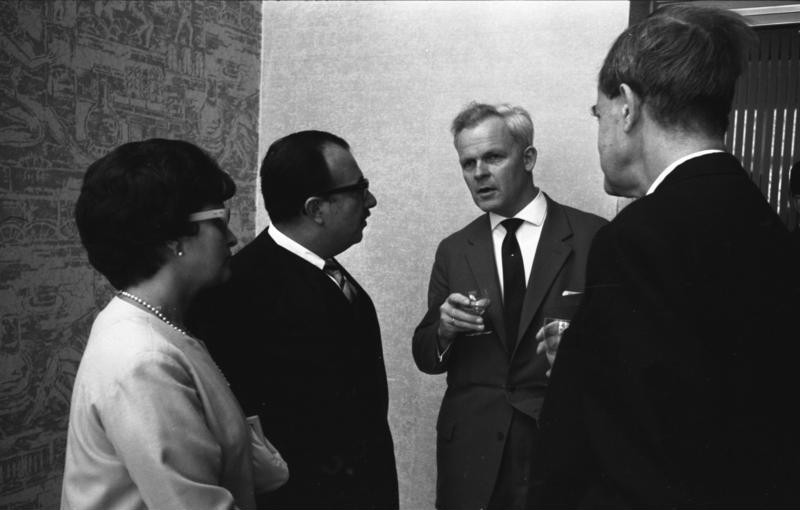
Walter Römer (ganz rechts) neben Bundesjustizminister Ewald Bucher, links daneben Gäste aus Brasilien (1964)

Walter Roemer (* 27. August 1902; † 1985) war ein deutscher Jurist.

## Leben
Nach Abschluss des Gymnasiums in Aschaffenburg studierte er Jura, unter anderem zwischen 1922 und 1925 an der LMU in München. Er war von 1929 bis 1931 Staatsanwalt, danach zwischen 1931 und 1934 Amtsgerichtsrat (Richter am Amtsgericht) und von 1934 bis 1945 erneut Staatsanwalt.
Während der NS-Diktatur war Roemer als Erster Staatsanwalt und Leiter der Vollstreckungsabteilung des Münchener Landgerichts zuständig für die Durchführung der vom Volksgerichtshof gegen bayerische Delinquenten verhängten Todesstrafen. Dazu zählten auch die Angehörigen der Weißen Rose (Sophie Scholl, Hans Scholl, Alexander Schmorell, Christoph Probst, Willi Graf und der Universitätsprofessor Kurt Huber).
Nach dem Zweiten Weltkrieg war Roemer zwischen 1945 und 1950 beim Bayerischen Staatsministerium der Justiz tätig. Von 1950 bis zur Pensionierung 1968 war er im deutschen Bundesministerium der Justiz im Amt eines Ministerialdirektors Leiter der Abteilung für öffentliches Recht.
Ermittlungen gegen Roemer blieben ergebnislos. Die Bundesregierung erklärte im November 1987: „Roemer hatte keine Möglichkeit, die Vollstreckung solcher Urteile zu verhindern.“
Roemer war außerdem von 1936 bis 1950 Vorstandsmitglied der Stiftung Maximilianeum.